# 斯基尼亚诺
斯基尼亚诺（義大利語：Schignano），是意大利科莫省的一个市镇。总面积10平方公里，人口923人，人口密度92.3人/平方公里（2009年）。ISTAT代码为013211。